# تپه کیورز امیرآباد (آتشکده)
تپه کیورز امیرآباد (آتشکده) مربوط به دوران‌های تاریخی پس از اسلام است و در شهرستان الیگودرز، روستای کیورزامیرآباد واقع شده و این اثر در تاریخ ۵ آذر ۱۳۸۰ با شمارهٔ ثبت ۴۳۵۶ به‌عنوان یکی از آثار ملی ایران به ثبت رسیده‌است.